# 小幡治和
小幡 治和（おばた はるかず、1905年（明治38年）1月2日 - 1998年（平成10年）7月29日）は、昭和期の日本の政治家、内務官僚。福井県知事（官選第35代、公選初代）、参議院議員（2期）。福井県知事時代には福井県章、福井県民歌を制定した。

## 経歴
1928年（昭和3年）東京帝国大学法学部卒業。内務省に入り、大阪府経済部長、内務部長、近畿地方行政事務局次長を歴任し、1946年（昭和21年）10月4日、福井県知事就任（事実上最後の官選知事）。1947年（昭和22年）4月5日、地方自治法施行に伴う初の福井県知事選挙にて当選。同年10月、福井県に昭和天皇の戦後巡幸があり、随行役を務める。1955年（昭和30年）に知事を2期で退任し、同年3月10日の参議院議員福井県選挙区補欠選挙に無所属で出馬し当選。自由民主党に入り、参院2期の間に党副幹事長や第2次岸改造内閣で防衛政務次官を務める。
俳人としての顔もあり、俳号は小幡九龍。伊藤柏翠や高浜虚子に師事してホトトギス同人。句集も出版し、俳人協会所属。
1975年（昭和50年）春の叙勲で勲二等旭日重光章受章（勲四等からの昇叙）。1980年（昭和55年）草樹会理事長杯受賞。
1998年7月29日、呼吸不全のため東京都港区の虎の門病院で死去、93歳。死没日をもって正五位から正四位に叙される。

## 親族
- 父 小幡豊治（内務官僚）
- 次男 小幡喬士（富士通パーソナルズ社長）[4]

## 著書
- 『素顔の欧米』（1953年2月）
- 『欧米百句』
- 『臥龍梅』